# میکائل شرل
میکائل شرل (فرانسوی: Mikaël Cherel‎؛ زادهٔ ۱۷ مارس ۱۹۸۶) دوچرخه‌سوار اهل فرانسه است.
از باشگاه‌هایی که در آن رکاب زده‌است می‌توان به تیم دوچرخه‌سواری اف‌دی‌جی و آژ۲آر لا موندیال اشاره کرد.